# Categoria di servizio dei treni italiani
Le categorie di servizio dei treni sono i diversi tipi di classificazione degli stessi ai fini della loro identificazione per fini commerciali e di circolazione. Tali categorie, ferme restando alcune indicazioni definite in sede UIC (Union internationale des chemins de fer), possono essere assegnate agli stessi sia dalle imprese ferroviarie o dai loro committenti (operatori logistici, enti pubblici appaltanti contratti di servizio ecc.), generalmente per motivi di tipo commerciale, sia dai gestori delle infrastrutture ferroviarie al fine di determinare le priorità di circolazione e i canoni di accesso alle infrastrutture stesse.

## Categorie attuali
In Italia, analogamente a quanto accade negli altri paesi, i treni sono storicamente identificati da una sigla letterale seguita da un numero che ne indicano la categoria, la classificazione e, in linea generale la direzione di marcia: la numerazione pari è tradizionalmente associata ai treni che viaggiano da sud a nord e da est a ovest e il numero dispari a quelli che viaggiano da nord a sud e da ovest a est, pur esistendo qualche eccezione come nel caso della tratta Padova-Venezia, sulla quale per ragioni di semplicità coesistono treni con classificazioni invertite.
Le seguenti categorie sono quelle attualmente in vigore e descritte nei quadri orario murali di stazione così come comunicate dalle diverse imprese ferroviarie interessate e si riferiscono pertanto alle denominazioni commerciali utilizzate dalle stesse, a prescindere dalle classificazioni in uso da parte dei gestori dell'infrastruttura.

### Treni internazionali
- EuroCity (EC) - Trenitalia, Trenord
- EuroNight (EN) - Trenitalia
- Frecciarossa (FR) - Trenitalia[1]
- Train à Grande Vitesse (TGV) - SNCF Voyages Italia
- Espresso (EXP) - Solo treni straordinari come ad esempio i treni pellegrini, il Venice Simplon Orient Express, il "Treno della memoria" e il Campania express, e in ogni caso non presenti nell'orario ufficiale.

### Treni a lunga percorrenza
- Frecciarossa Alta Velocità (FR) - Trenitalia
- .italo (NTV) - Nuovo Trasporto Viaggiatori
- Frecciargento Alta Velocità (FA) - Trenitalia
- Frecciabianca (FB) - Trenitalia
- InterCity  (IC) - Trenitalia
- InterCity Notte (ICN) - Trenitalia
- Espresso (EXP o E) - Trenitalia (per Treni Turistici Italiani)

### Treni regionali
- Regionale (REG o R) - Usato dalla quasi totalità delle imprese ferroviarie
- Regionale veloce (RV) - Trenitalia e Ferrovie del Sud Est
- Suburbano (S) - Trenord (servizi suburbani di Milano), Tilo (Rete Celere del Canton Ticino, servizio internazionale)

- RegioExpress (RE) - Trenord, SAD[2]
- Malpensa Express (MXP) - Trenord
- Leonardo Express - Trenitalia
- Servizio Ferroviario Metropolitano (SFM) - Trenitalia (Servizio ferroviario metropolitano di Torino)[3]
- Treno metropolitano (M o MET) - Trenitalia (servizi metropolitani di Napoli)
- Accelerato (ACC) - Ente Autonomo Volturno (servizi suburbani di Napoli)[4]
- Diretto (D) - Ente Autonomo Volturno (servizi suburbani di Napoli)[4] e Società Subalpina Imprese Ferroviarie[5] (tratta italiana della ferrovia Domodossola-Locarno)
- Direttissimo (DD) - Ente Autonomo Volturno (servizi suburbani di Napoli)[4]
- Ferrovie Laziali (FL) - Trenitalia (servizi ferroviari suburbani di Roma)
- Tropea express - Trenitalia[6][7]
- Airlink - Trenitalia[8][9]
- Civitavecchia Express - Trenitalia[10][11]

### Servizi speciali
- Treno Storico (TS) - Fondazione FS (Treni straordinari, è richiesta apposita prenotazione, non presenti in orario ufficiale, ma visibili sull'applicativo Viaggiatreno)

### Treni merci
Categorie utilizzate da tutte le imprese ferroviarie italiane
- Europ Unit Cargo (EUC) - Treni internazionali adibiti al trasporto di merci di qualità
- Merci Interzona (MI) - Treni dedicati al collegamento tra le zone di manovra
- Merci Rapido Internazionale (MRI) - Treni merci rapidi in servizio internazionale
- Merci Rapido Speciale (MRS) - Treni dedicati al trasporto merci per conto di grandi clienti
- Merci Rapido per invio carri Vuoti (MRV)
- Merci per servizi Terminali (MT) - Treni merci in servizio terminale di andata e ritorno da una zona di manovra allo scalo ferroviario
- Non classificati (NCL) - Treni merci straordinari in composizione non definita
- Straordinario per Trasporti Militari (STM) - Treno merci adibito al trasporto di truppe e di mezzi militari
- Treno Combinato (TC) - Treno adibito al trasporto intermodale
- Treno Combinato Speciale (TCS) - Treno adibito al trasporto intermodale di cisterne mobili e contenitore
- Trasporti Europei Combinati (TEC) - Treni merci internazionali adibiti al trasporto intermodale di semirimorchi, casse mobili, camion e tir.
- Treno Eccedente Sagoma limite (TES)
- Tradotte (TRA) - Treni adibiti al trasporto merci dagli scali principali a quelli secondari
- Treno carrozze riparande o lavorande (TME)
- Locomotiva Isolata (LIS)
- Invio (INV) - Invii di materiale rotabile

## Storia delle categorie in Italia

### Categorie agli albori della ferrovia
- Treno viaggiatori celere
- Treno ordinario per viaggiatori

a queste si aggiunse dal 1873 la suddivisione dei treni per viaggiatori in:
- Treno diretto
- Treno omnibus
- Treno misto

### Categorie a partire dalle Convenzioni del 1885
- Treno direttissimo di sola 1ª classe
- Treno diretto
- Treno omnibus
- Treno misto
- Treno locale

### Categorie stabilite dal decreto ministeriale 26 giugno 1889
- Treno espresso o di lusso
- Treno direttissimo
- Treno diretto
- Treno accelerato
- Treno omnibus
- Treno locale
- Treno misto
- Treno merci con viaggiatori
- Treno militare facoltativo

Tali categorie vennero mantenute sotto la gestione statale delle FS a partire dal 1905, eccetto quella dei treni merci con viaggiatori che venne eliminata.

### Categorie dei treni dal 1931
Con la riforma del 1931 vennero modificate le categorie aggiungendo il
- Treno rapido

e fu costituita la classe del
- Treno accelerato leggero
- altri treni vennero effettuati con le automotrici, e venivano individuati in orario dalla sigla AT seguita dal numero.

A partire dagli anni cinquanta vennero eliminati i treni misti e i treni omnibus divennero treni merci.

### Categorie dei treni dal 1957
- Treno rapido
- Treno direttissimo
- Treno diretto
- Treno accelerato

a questi si aggiunge la categoria
- Trans Europ Express

A partire dal 1967 il treno accelerato scompare, sostituito dal treno locale mentre dal 1974 il treno direttissimo viene sostituito dal treno espresso.

### Categorie dei treni dalla metà degli anni Ottanta
- Treno Eurocity (al posto dei Trans Europe Express dal 1987)
- Treno Intercity (al posto dei rapidi, dal 1980 al 1985 in servizio internazionale)
- Treno espresso
- Treno diretto
- Treno locale

### Categorie dei treni dal 1993
Con il cambio d'orario del 23 maggio 1993 vengono riorganizzate tutte le categorie:
- Treni con supplemento rapido:
  - EuroCity (EC), treno diurno in servizio internazionale
  - EuroNight (EN), treno notturno in servizio internazionale
  - InterCity (IC), treno diurno in servizio interno

- Treni dipendenti dalla divisione passeggeri FS:
  - Espresso (E o EXP), treno a lunghissima percorrenza in servizio notturno
  - Interregionale (IR), treno a media percorrenza

- Treni dipendenti dalle divisioni regionali FS:
  - Diretto (D o DIR), treno a breve percorrenza con fermate nelle stazioni principali
  - Regionale (R o REG), treno a breve percorrenza con fermate in tutte le stazioni
  - Metropolitano, (M o MET) categoria per i treni della "metropolitana FS" di Napoli

Nel 1997 venne introdotta la categoria Eurostar Italia (ES), e dal 1999 la categoria Intercity Notte (ICN).

### Categorie dei treni da dicembre 2006
- Treno Eurostar Italia Alta Velocità (ES AV)
- Treno Eurostar Italia Business (ES tBiZ)
- Treno Eurostar Italia (ES)
- Treno Eurostar City Italia (ES City o ESC)
- TrenOk (TOk)[13]
- Treno EuroCity (EC)
- Treno EuroNight (EN)
- Treno InterCity Plus (ICplus)
- Treno InterCity (IC)
- Treno InterCity Notte (ICN)
- Treno Espresso (E o EXP)
- Treno regionale (R o REG) (sostituisce regionali, interregionali e diretti)
- Treno Suburbano (S o SUB) (solo nel nodo di Milano)
- Treno Metropolitano (M o MET) (solo per il passante ferroviario di Napoli)

### Categorie dei treni da dicembre 2008 (tutte le imprese ferroviarie)
Treni nazionali (servizi a mercato o sussidiati dallo Stato) a prenotazione obbligatoria:
- treno Eurostar Italia Alta Velocità Fast  (ES AVFast) (fino a dicembre 2010)
- treno Eurostar Italia Alta Velocità (ES AV)
- treno Eurostar Italia Fast  (ES Fast) (fino a dicembre 2010)
- treno Eurostar Italia (ES)
- treno Eurostar City Italia (ES City o ESC)
- treno Eurocity (EC)
- treno EuroNight (EN)
- treno InterCity Plus (ICplus) (fino a dicembre 2009)
- treno InterCity (IC)
- treno InterCity Notte (ICN)
- treno Espresso (E o EXP)

Di competenza delle Regioni:
- treno regionale (R o REG), utilizzato dalla maggior parte delle società ferroviarie
- treno Acquario (AQ) - A cura del Consorzio "Acquario"[14] (da dicembre 2009 a dicembre 2010)
- treno interregionale (IR) - solo per la Ferrara-Suzzara di FER[15] (fino a dicembre 2010[16])
- treno RegioExpress (RE) - LeNord e SAD[17]
- treno accelerato (A o ACC) - Circumvesuviana
- treno diretto (D o DIR) - Circumvesuviana, MetroCampania Nord Est e Società Subalpina Imprese Ferroviarie
- treno direttissimo (DD) - Circumvesuviana
- treno suburbano (S o SUB) - nodo di Milano[18] e ferrovia Brescia-Iseo-Edolo
- treno metropolitano (M o MET) - nodo di Napoli e tratta Servizio ferroviario suburbano di Cagliari

### Categorie dei treni da dicembre 2010 fino al 9 dicembre 2012 (tutte le imprese ferroviarie)
Internazionali di qualità:
- treno Eurocity (EC)
- treno TGV (da aprile 2012, solo per i collegamenti Milano-Parigi di SVI)
- treno EuroNight (EN)

Nazionali (servizi a mercato o sussidiati dallo Stato) a prenotazione obbligatoria: 
- treno Eurostar Italia Alta Velocità (ES AV)
- treno .italo (ITA) (da aprile 2012, per i servizi Alta Velocità di NTV)
- treno Eurostar Italia (ES)
- treno Frecciabianca (FB, fino al 2010 Eurostar City Italia, ES City o ESC)
- treno InterCity (IC)
- treno InterCity Notte (ICN)
- treno Espresso (E o EXP)

Di competenza delle regioni amministrative (senza obbligo né possibilità di prenotazione):
- treno metropolitano (M o MET) - nodo di Napoli e servizio ferroviario suburbano di Cagliari
- treno regionale (R o REG)
- treno regionale veloce (RV o RGV)

La società Ente Autonomo Volturno, (ramo ex Circumvesuviana) adotta una classificazione storica, del tutto diversa dalle classificazioni delle altre società:
- treno accelerato (A o ACC)
- treno diretto (D o DIR) (anche per Società Subalpina Imprese Ferroviarie[5])
- treno direttissimo (DD)

La società lombarda Trenord adotta una classificazione analoga a quella utilizzata nei paesi di lingua tedesca:
- treno suburbano (S o SUB)
- treno regionale (R o REG)
- treno RegioExpress (RE) (dal 2012, analogo ai regionali veloci, categoria utilizzata anche dalla SAD[2], e da TRENORD)
- treno Malpensa Express (MXP) (per tutte le corse tra Milano Cadorna e Malpensa Aeroporto e per le corse tra Milano Centrale e Malpensa Aeroporto che non effettuano tutte le fermate)
- treno Lombardia Express (LXP) per una coppia di collegamenti di 1ª classe tra Milano, Varese e Bergamo (fino al 6 gennaio 2013)

### Categorie dei treni dal 10 dicembre 2012
Internazionali di qualità (a prenotazione obbligatoria):
- treno EuroCity (EC)
- treno Frecciarossa (FR o FR EC su Viaggiatreno) (da dicembre 2022, solo per i collegamenti ad alta velocità Milano-Parigi)
- treno TGV (solo per i collegamenti Milano-Parigi di SVI)
- treno EuroNight (EN)

Nazionali (servizi a mercato o sussidiati dallo Stato) a prenotazione obbligatoria: 
- treno Frecciarossa (FR AV)
- treno .italo (ITA) - Nuovo Trasporto Viaggiatori
- treno Frecciargento (FA AV)
- treno Frecciabianca (FB)
- treno InterCity (IC)
- treno InterCity Notte (ICN)
- treno Espresso (E o EXP) (da dicembre 2023, prima utilizzato solo per treni straordinari)

Di competenza delle regioni amministrative (senza prenotazione):
- treno metropolitano (M o MET) - nodo di Napoli e servizio ferroviario suburbano di Cagliari
- treno regionale (R o REG) - Trenitalia, Ferrovie del Sud Est
- treno regionale veloce (RV o RGV) - Trenitalia, Ferrovie del Sud Est

La società Ente Autonomo Volturno, (ramo ex Circumvesuviana) adotta una classificazione storica, del tutto diversa dalle classificazioni delle altre società:
- treno accelerato (A o ACC)
- treno diretto (D o DIR) (anche per Società Subalpina Imprese Ferroviarie[5])
- treno direttissimo (DD)

La società lombarda Trenord adotta una classificazione analoga a quella utilizzata nei paesi di lingua tedesca:
- treno suburbano (S) nel servizio ferroviario suburbano di Milano, con la S seguita dal numero della linea
- treno regionale (R o REG)
- treno RegioExpress (RE) (analogo ai regionali veloci, categoria utilizzata anche dalla SAD[2])
- treno Malpensa Express (MXP) (per tutte le corse tra Malpensa Aeroporto e Milano Cadorna e per le corse tra Malpensa Aeroporto e Milano Centrale che non effettuano tutte le fermate)